# François Hutin
François Hutin, né en 1686 à Paris et mort en août 1758 dans la même ville, est un peintre, sculpteur et graveur français.

## Biographie
François Hutin naît à Paris en 1686. Il étudie auprès de Bon Boullogne et, en tant qu'étudiant, présente ses travaux aux concours de l'Académie royale de peinture et de sculpture en 1709 et 1710. François Hutin épouse la peintre Anne-Auguste Hérault, fille du célèbre peintre Charles-Antoine Hérault (1644-1718). Ce lien matrimonial fait de François Hutin un membre d'un clan artistique renommé, à l'instar des célèbres familles de Coypel et de Roëttiers. Ils ont trois fils, qui deviennent plus tard artistes : Charles, Pierre-Jules, qui travaille à Dresde, et Jean-Baptiste.
Pendant leur séjour à Paris, François Hutin et sa femme sont membres de l'Académie de Saint-Luc. En 1737, lui et sa famille s'installent à Rome. Il se voit confier les décorations du festival Chinea, un hommage annuel offert au pape en tant que souverain suprême de Naples. Il réalise également un certain nombre de sculptures pendant son séjour là-bas.
Il a le titre de « peintre du Roi de Pologne, duc de Lorraine ».
François Hutin meurt en août 1758 à l'âge de 72 ans, à Paris, rue de Grenelle-Saint-Honoré.